# 蓟门桥
39°58′02″N 116°21′17″E / 39.9672172°N 116.3546365°E

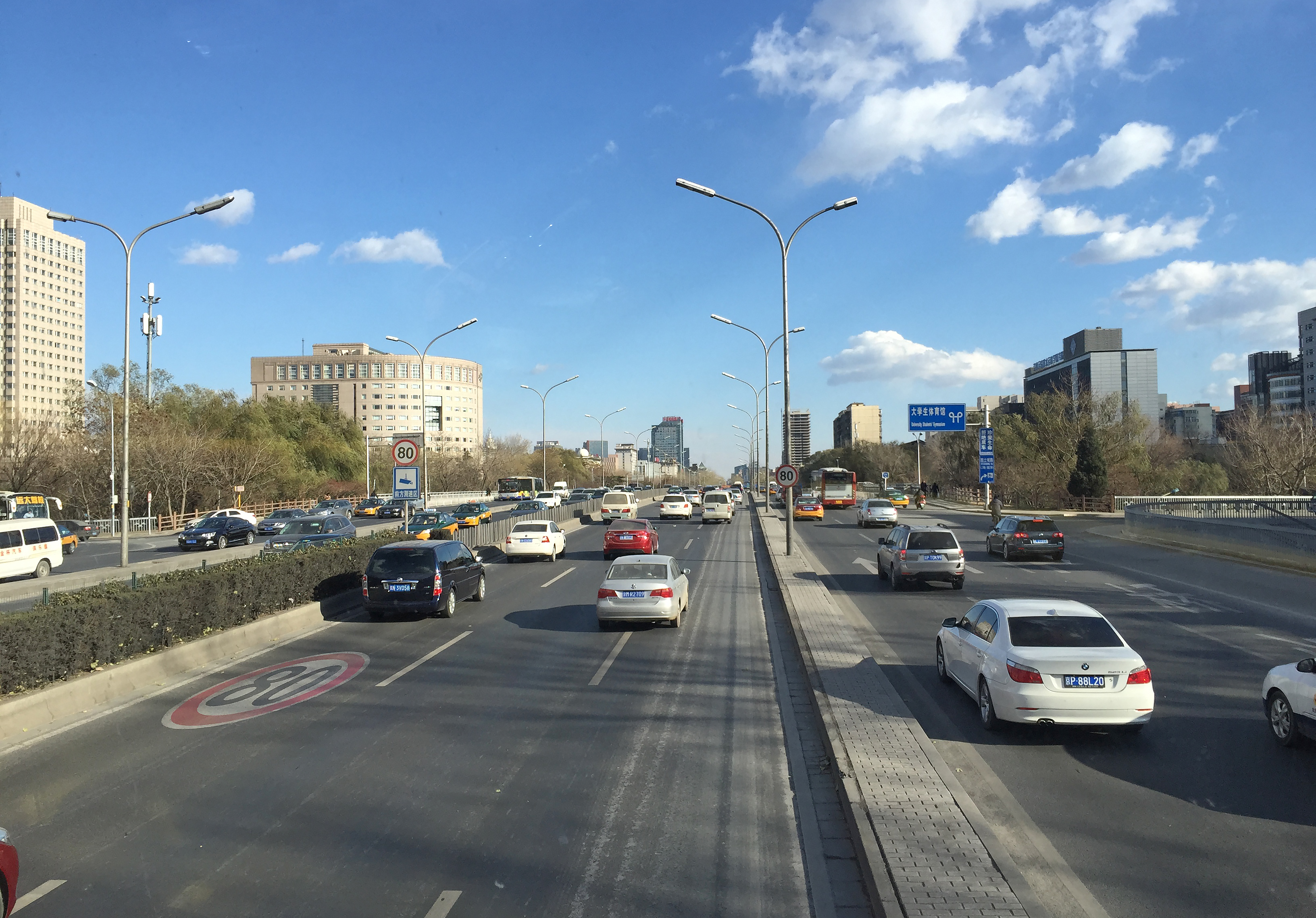
蓟门桥（西向东）

蓟门桥位于北京市海淀区，是北三环西路（东西向）和西土城路（南北向）交汇处的一座立交桥。该桥由东西两座南北向桥和四条匝道组成，54.4米宽，西桥长62米，东桥长53米。于1984年建成。配套有北京地铁12号线与北京地铁昌平线蓟门桥站。